# Zephyranthes treatiae
Zephyranthes treatiae là một loài thực vật có hoa trong họ Amaryllidaceae. Loài này được S.Watson miêu tả khoa học đầu tiên năm 1879.

## Hình ảnh

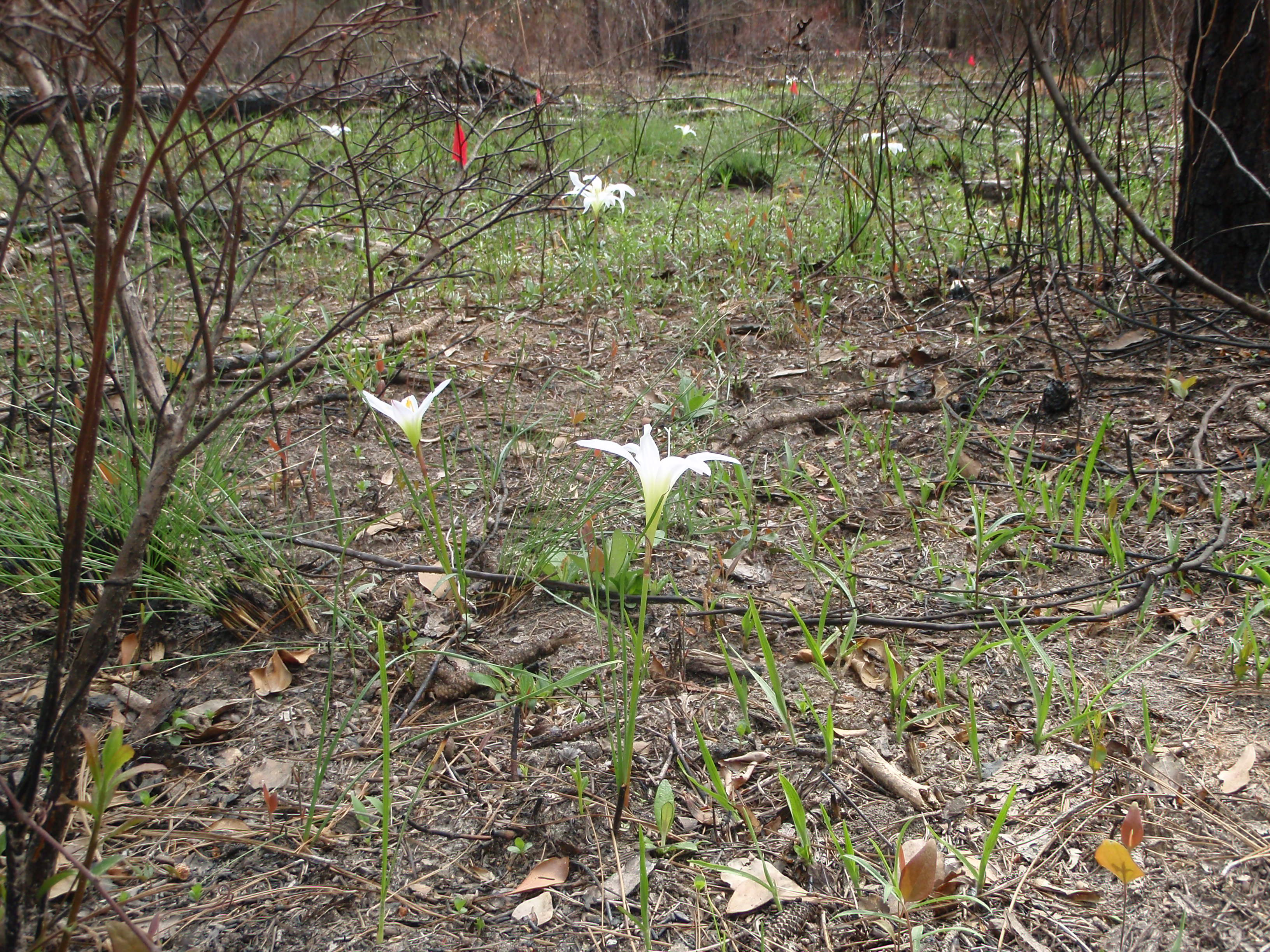
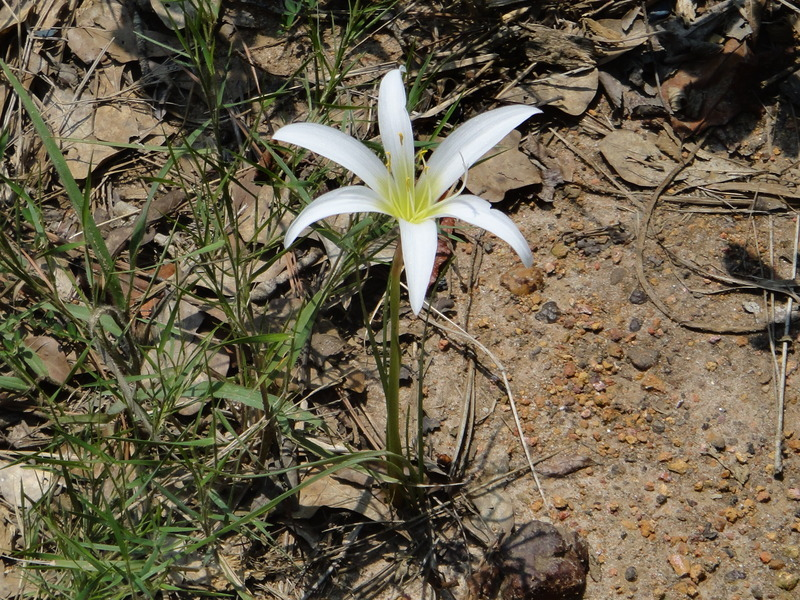
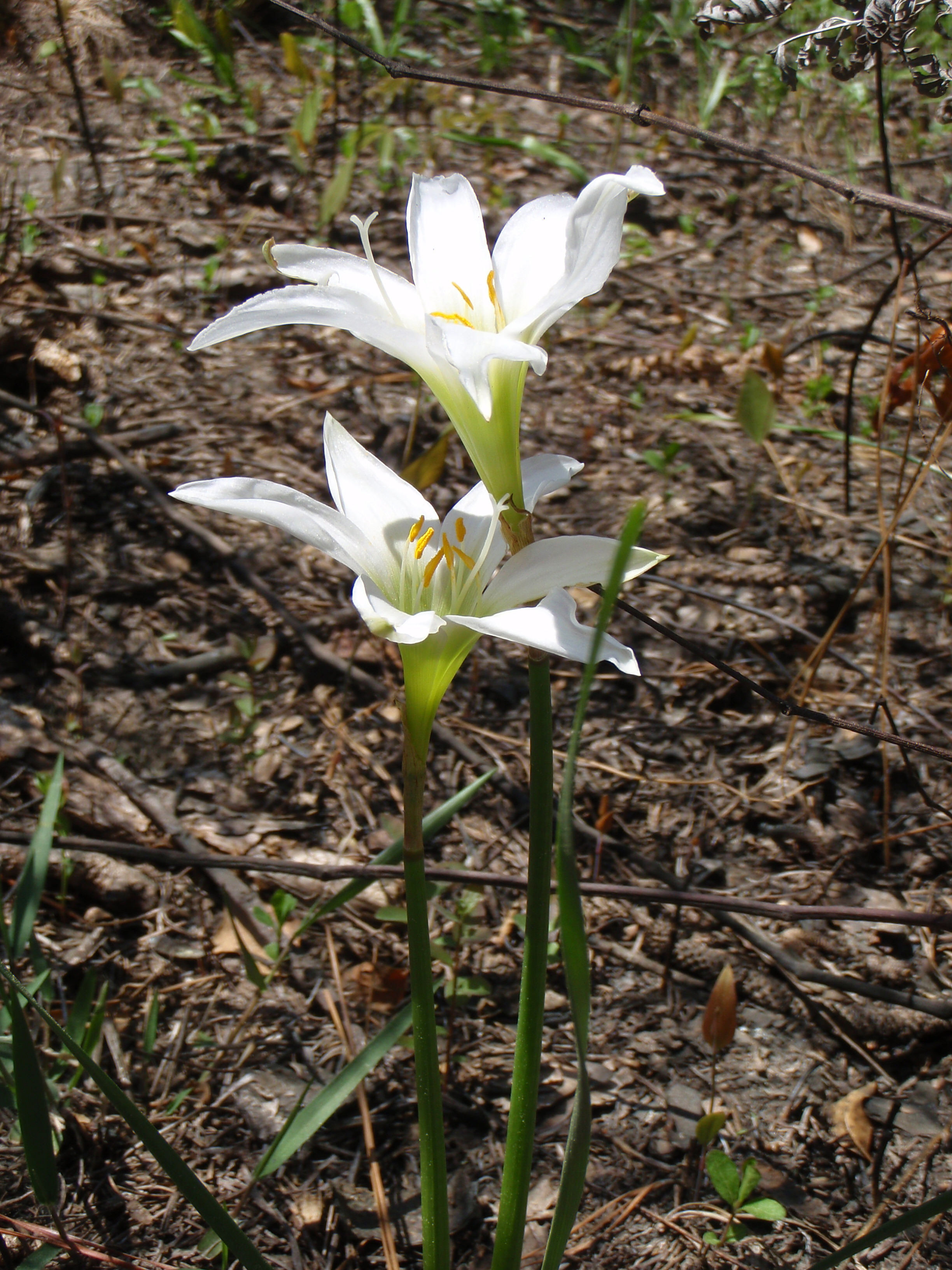